# Stefan Uteß
Stefan Uteß (Demmin, 31 ottobre 1974) è un canoista tedesco.
Insieme a Lars Kober ha vinto una medaglia di bronzo nel C2 1000 m alle Olimpiadi di Sydney 2000.

## Palmarès
- Olimpiadi

Sydney 2000: bronzo nel C2 1000 m
- Campionati europei di canoa/kayak sprint

Plovdiv 1997: bronzo nel C2 1000m.
Poznań 2004: bronzo nel C2 1000m.